# Anatolij Reduszko
Anatolij Jarosławowycz Reduszko, ukr. Анатолій Ярославович Редушко (ur. 9 stycznia 1970 w obwodzie iwanofrankowskim) – ukraiński piłkarz, grający na pozycji pomocnika lub napastnika, trener piłkarski.

## Kariera piłkarska

### Kariera klubowa
Karierę piłkarską rozpoczął w amatorskim zespole Chimik Kałusz. W 1992 rozegrał 4 mecze w czwartoligowej drużynie Sokił Brzeżany, skąd przeszedł do drugoligowej Skały Stryj. Latem 1994 został zaproszony do Prykarpattia Iwano-Frankiwsk, w barwach którego 19 lipca 1994 debiutował w Wyższej lidze Ukrainy. Latem 1996 wyjechał do Rosji, gdzie przez pół roku występował w klubie Urałan Elista. W 1997 powrócił do Prykarpattia. Również bronił barw farm-klubów Enerhetyk Bursztyn, Chutrowyk Tyśmienica i Czornohora Iwano-Frankiwsk. W 2001 odszedł z Prykarpattia. Potem występował w amatorskim zespole Tepłowyk Iwano-Frankiwsk. W 2004 roku został piłkarzem Bukowyny Czerniowce, ale wkrótce powrócił do Tepłowyka Iwano-Frankiwsk. Potem przeniósł się do Cementnyka Jamnica, w składzie którego w 2010 zakończył karierę piłkarską.

## Kariera trenerska
Po zakończeniu kariery piłkarskiej rozpoczął pracę szkoleniową. Najpierw pomagał trenować dzieci w Szkole Piłkarskiej Prykarpattia Iwano-Frankiwsk.